# Vựa lúa Con cừu xanh
Vựa lúa Con cừu xanh (tiếng Ba Lan: Błękitny Baranek), còn được gọi là Wisłoujście (tiếng Đức: Weichselmünde), là một vựa lúa bảy tầng lịch sử tọa lạc tại số 53 phố Chmielna, Gdańsk, Ba Lan. Hiện tại, địa điểm này là một trong những tòa nhà thuộc sở hữu của Bảo tàng Khảo cổ học ở Gdańsk, ở đây có Trung tâm Giáo dục Khảo cổ học "Sư tử xanh".

## Lịch sử
Vựa lúa được xây dựng từ thế kỷ 16 đến thế kỷ 18, tòa nhà từng được xây dựng lại và sửa chữa nhiều lần. Bên trong vựa lúa, một số đồ nội thất bằng gỗ lâu đời nhất có niên đại vào năm 1360.
Đây là vựa lúa duy nhất trên Đảo Ngũ cốc còn sót lại sau sự tàn phá của chiến tranh thế giới thứ hai. Sau chiến tranh, vựa lúa vẫn giữ nguyên cấu trúc bên trong và trần nhà bằng gỗ ban đầu. Tuy nhiên, do bị bỏ trống trong nhiều năm, tòa nhà bị xuống cấp. Giàn mái của tòa nhà cũng từng bị sét đánh cháy rụi. Tòa nhà được Bảo tàng Khảo cổ học tiếp quản vào năm 1995.
Vựa lúa được tái thiết từ năm 1995 đến năm 2008. Tất cả các công trình tái thiết được thực hiện với việc sử dụng các vật liệu xây dựng nguyên bản. Nhờ đó, vào ngày 7 tháng 4 năm 2011, Bảo tàng Khảo cổ học ở Gdańsk được trao Giải thưởng Liên minh châu Âu trong lĩnh vực di sản văn hóa "Europa Nostra" 2011 ở hạng mục Bảo tồn. Nền móng của vựa lúa được gia cố vào năm 2016.